# Marcel el Físic
Marcel el Físic (en llatí Marcellus) era un metge romà que segurament va viure al segle i, en el regnat de l'emperador Neró (que va regnar entre el 54 i el 68).
Possiblement és la mateixa persona mencionada per Galè, Aeci, Paule Egineta i Alexandre de Tral·les.